# Craugastor polyptychus
Craugastor polyptychus is een kikker uit de familie Craugastoridae. De soort werd voor het eerst wetenschappelijk beschreven door Edward Drinker Cope in 1886. Oorspronkelijk werd de wetenschappelijke naam Hylodes polyptychus gebruikt en later werd de soort in de geslachten Eleutherodactylus en Microbatrachylus geplaatst.
De soort komt voor in delen van Midden-Amerika en leeft in de landen Costa Rica, Nicaragua en Panama.